# Âne en Algérie
L′âne en Algérie est un compagnon de travail, présent partout dans le pays, surtout en milieu rural, particulièrement apprécié là où les véhicules motorisés ne peuvent pas passer comme dans les montagnes de Kabylie chez les Berbères, ou dans le sud chez les Touaregs du Sahara. Il reste utilisé dans la casbah d'Alger, pour le ramassage des ordures, depuis le XVIe siècle. Depuis les années 2010, une controverse sociétale porte sur la consommation et le commerce de sa viande.

## Histoire

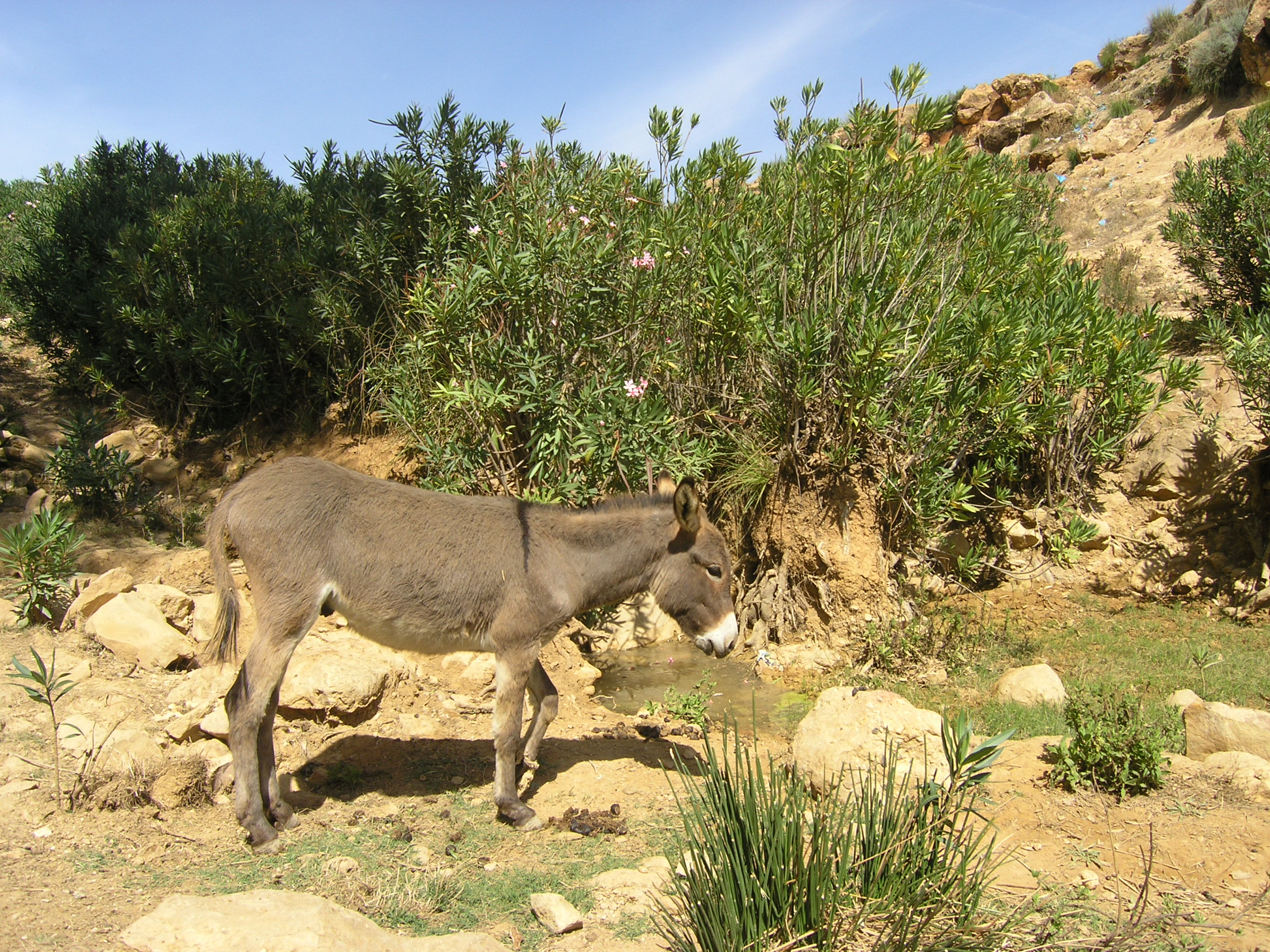
Âne dans la province de Mascara.

L'âne a toujours fait partie du paysage rural de l'Afrique du Nord ; cependant l'espèce domestique n'est pas originaire de cette région, puisqu'elle provient de l'Âne sauvage d'Afrique, dont le berceau est l'Afrique de l'Est. Des gravures rupestres retrouvées notamment dans l'Atlas et le Tassili n'Ajjer attestent de sa présence précoce dans ces régions.
Henri Lhote décrit l'élevage des ânes par les Touaregs du Hoggar : la plupart vivent en totale liberté, n'étant capturés et dressés qu'en cas de besoin : plusieurs générations d'ânes marron peuvent se succéder avant qu'ils ne soient capturés puis dressés, durant deux mois. Le nombre d'ânes a légèrement baissé entre 1966 et 1996, passant d'une estimation de 275 000 à environ 230 000 individus.
Cela peut être due au développement et l'expansion des transports motorisé et la modernisation des routes dans toute l'Algérie profonde, l'utilisation des équidés comme moyen de transport a fortement diminué.
En 2003, un important trafic de viande d'âne est démantelé à Alger : théoriquement destinée à l'alimentation animale des carnivores, cette viande était hachée et mélangée à de la viande bovine pour être vendue sur le marché d'Alger. Un autre trafic est démantelé en août 2011 dans la wilaya de Tébessa : cette viande d'âne était destinée à la Libye, alors en détresse alimentaire. Un abattoir clandestin est découvert près de Skikda en avril 2017 après une tentative d'y tuer 7 ânes ; près de Constantine,  en mai 2018, un autre abattoir clandestin est à son tour découvert et mis hors service.
Le 29 janvier 2019, le ministère du commerce algérien autorise la viande d'âne (ainsi que celle du cheval) à l'importation, : cette décision fait controverse car cette consommation est traditionnellement interdite en Algérie. Le gouvernement justifie cette décision par la demande des zoos et des restaurants asiatiques. En février 2019, selon la chaîne de télévision Numidia TV, le syndicat national des zaouïas déclare la consommation de la viande d'âne licite.

## Pratiques

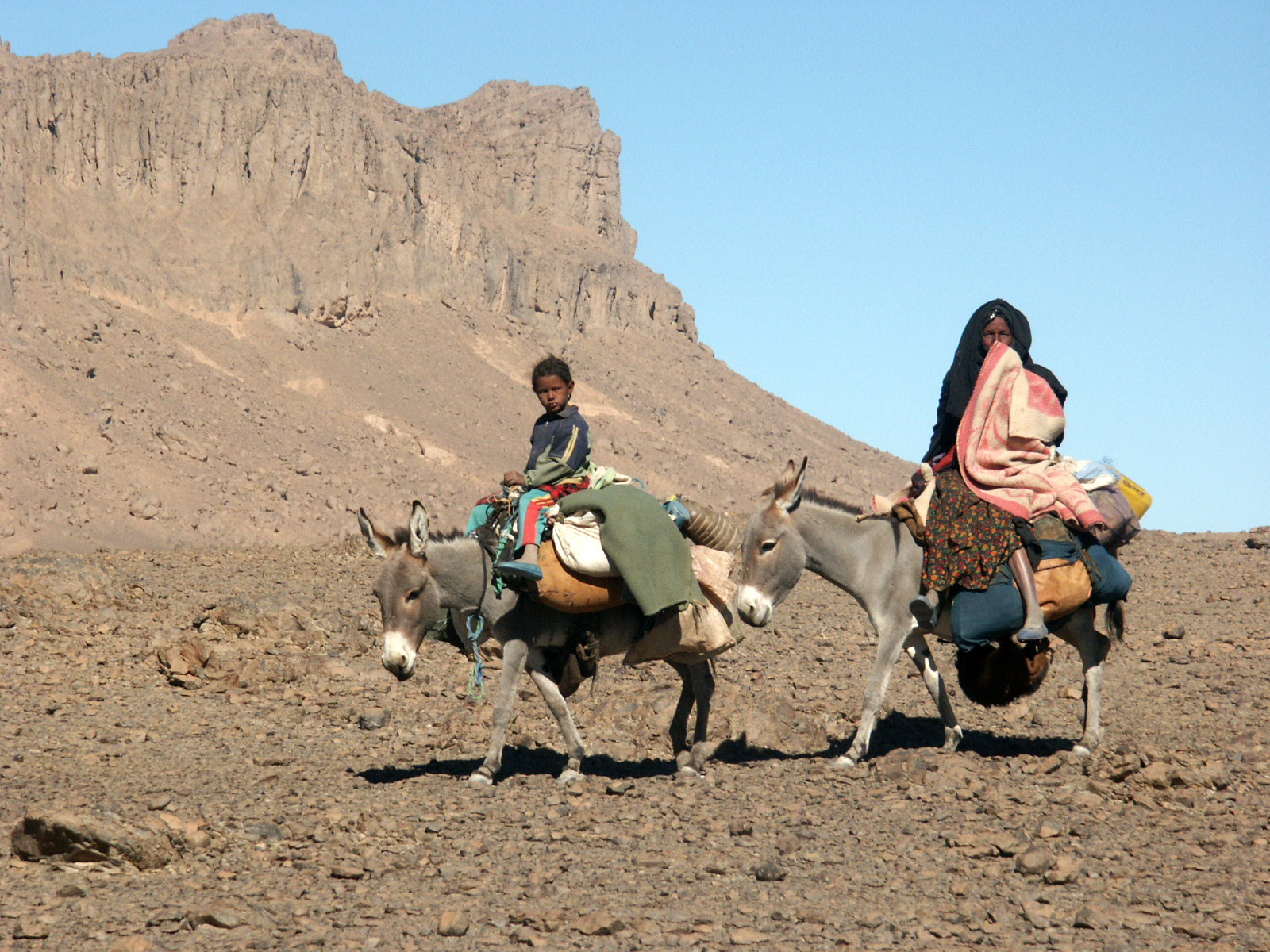
Nomades touaregs dans le désert du sud algérien, en 2004.

L'âne a toujours revêtu un rôle important pour les populations pauvres du Maghreb et du Sahara, pour le transport et l'agriculture. Traditionnellement, sa viande n'est pas consommée, sauf en cas de famine. Les Touaregs les emploient notamment pour transporter le mil.
Dans la casbah d'Alger, inaccessible aux camions poubelle, des ânes sont utilisés pour le ramassage des ordures depuis l'époque ottomane, au XVIe siècle,. Ils travaillent en moyenne 20 ans avec des rotations de 7 heures, puis sont donnés en nourriture aux lions des zoos voisins. Les paniers sont nommés des chouaris, et peuvent contenir jusqu'à 50 kg d'ordures,.
En 2016, une course d'ânes a été organisée en Kabylie.
Historiquement, les ânes algériens ont souvent été victimes de mutilations, classiquement la fente des narines et l’arrachage de la cornée de l’œil : d'après une enquête effectuée sur les ânes porteurs d'eau en Algérie entre 1963 et 1965, la fente des narines était pratiquée dans 22 % des cas et jusqu'à 38 % en Kabylie, et justifiée pour permettre à l'animal de mieux respirer, mais elle n'est pas revendiquée par les détenteurs des ânes concernés. L'arrachage de la cornée est plus rare (4 %, pour 15 % en Kabylie), et justifiée par le besoin de « sauver » un âne jaloux qui mourrait en voyant un autre âne manger alors qu'il en est empêché. Les mutilations des oreilles, constatées chez 20 % des ânes kabyles et 14 % dans toute l'Algérie, ont pour justification qu'elles rendraient l'âne « plus vif ». Il est également fréquent que les oreilles des ânes soient modifiées de diverses façons afin de permettre d'en identifier le propriétaire.

## Élevage
La plupart des ânes de la région de l'Aïr proviennent du Hoggar : les nomades touaregs les importent régulièrement pour le transport du mil des Kel Aïr.

## Culture
L'âne est très présent dans les croyances et coutumes Berbères, notamment dans un rôle de pourvoyeur de fécondité. Les Kabyles ont un tabou sur l'ânesse, dont la possession est très mal vue, vraisemblablement en raison de rapports sexuels contre-nature dans un passé lointain ; par ailleurs sa viande n'est traditionnellement pas considérée comme consommable, alors que celle de la chèvre ou de la brebis l'est.